# フジテレビ金曜9時枠の連続ドラマ
『フジテレビ金曜夜9時枠の連続ドラマ』は、1964年1月24日から1966年9月30日および1967年4月7日から1969年3月28日の2期にわたって、フジテレビ系列（テレビ宮崎を除く）の毎週金曜日21:00 - 21:30（JST）に放送され、2023年10月13日から2024年9月13日までフジテレビ系列で毎週金曜日の21:00 - 21:58（JST）にて放送されたテレビドラマの放送枠。

## 歴史
- 枠自体は他曜日の30分ドラマ枠同様、1962年9月の帯番組『スター千一夜』の枠移動により誕生したが、当初はドラマを編成せず、21:15から繰り上がった塩野義製薬一社提供の音楽番組『シオノギ ザ・ビッグショウ』を放送し、終了後に同じく塩野義提供のドラマ枠『シオノギテレビ劇場』からスタート。その後は関西テレビ制作の『白雪劇場』（第1期）を月曜21:45から移動して放送したが、90分映画番組『お楽しみ映画劇場』（第1期）のため中断した。
- 『お楽しみ映画劇場』終了後はドラマを再開するが、2年・計4本放送したところで、木曜19:30から移動する『万国びっくりショー』（第1期）の枠確保のため廃枠、代わって金曜21:30に1時間ドラマ『おんなの劇場』が設置された。しかし1971年3月を以て『おんなの劇場』が廃枠になり、『万国びっくりショー』が月曜20:00、金曜22:30の『宝塚映画シリーズ』（KTV制作）が木曜22:30に移動（同時に『阪急ドラマシリーズ』に改題）し、代わって2時間映画番組『ゴールデン洋画劇場』が設置、以後2019年9月に至るまでこの枠は、20時台からや22時台までの2時間番組が継続、1時間番組は同年10月開始のバラエティ番組『ウワサのお客さま』が初になる。
- 2023年6月7日、同年10月改編において金曜21時台にドラマ枠を新設することを発表した[1][2]。フジテレビ金曜21時台の連続ドラマ枠は『おんなの劇場』以来52年半振り、金曜21:00開始は本枠の第2期以来54年半振りになる。またフジテレビ金曜日のゴールデン・プライム両タイムでの連続ドラマは、2013年10月25日 - 2014年3月14日放送の『金曜ドラマ』（金曜19:57 - 20:54）以来9年半振りになる。
- 第3期は『月9』・『火9』（フジテレビ制作版およびカンテレ制作版）・『木10』と同様に、『金9』（きんく）という通称があるが、『TBS金曜9時枠の連続ドラマ』の通称『金9』や、テレビ朝日・朝日放送共同制作金曜21時枠の通称『金9』とは関係ない。
- しかし、2024年10月の改編において2015年3月まで放送していた火曜21時台に移動することが発表されたため、わずか1年で撤退することになった[3][4]。2024年10月以降の後番組は『ザ・共通テン!』（『女のTHE共通テン』を改題）が編成され、1年ぶりにバラエティ番組枠に戻った[5][6]。

## 放送作品一覧

### 第1期
- シオノギテレビ劇場（1964年1月24日 - 1965年9月17日） - 木曜22:00へ拡大移動。
- 白雪劇場（お江戸日本橋 - にっぽん道中記）（1965年10月8日 - 1966年9月30日） - 月曜21:45から移動。関西テレビ制作[7]。

### 第2期
- 渥美清のくいしんぼ（1967年4月7日 - 9月29日）
- おもろい夫婦（第2シリーズ）（1967年10月6日 - 1968年3月29日）
- ママねえさん（1968年4月5日 - 9月27日）
- 春よこい（1968年10月4日 - 1969年3月28日）[8]

※ここまで21:00 - 21:30の放送。

### 第3期
※ここから21:00 - 21:58の放送。
- うちの弁護士は手がかかる（2023年10月13日 - 12月22日）
- 院内警察（2024年1月12日 - 3月22日）
- イップス（2024年4月12日 - 6月21日）
- ビリオン×スクール（2024年7月5日 - 9月13日）

## ネット局と放送時間
※2023年10月以降のネット局
| 放送対象地域   | 放送局                    | 系列                          | 放送日時           | ネット状況 |
| -------------- | ------------------------- | ----------------------------- | ------------------ | ---------- |
| 関東広域圏     | フジテレビ（CX）          | フジテレビ系列                | 金曜 21:00 - 21:58 | 制作局     |
| 北海道         | 北海道文化放送（uhb）     | フジテレビ系列                | 金曜 21:00 - 21:58 | 同時ネット |
| 岩手県         | 岩手めんこいテレビ（mit） | フジテレビ系列                | 金曜 21:00 - 21:58 | 同時ネット |
| 宮城県         | 仙台放送（OX）            | フジテレビ系列                | 金曜 21:00 - 21:58 | 同時ネット |
| 秋田県         | 秋田テレビ（AKT）         | フジテレビ系列                | 金曜 21:00 - 21:58 | 同時ネット |
| 山形県         | さくらんぼテレビ（SAY）   | フジテレビ系列                | 金曜 21:00 - 21:58 | 同時ネット |
| 福島県         | 福島テレビ（FTV）         | フジテレビ系列                | 金曜 21:00 - 21:58 | 同時ネット |
| 新潟県         | NST新潟総合テレビ（NST）  | フジテレビ系列                | 金曜 21:00 - 21:58 | 同時ネット |
| 長野県         | 長野放送（NBS）           | フジテレビ系列                | 金曜 21:00 - 21:58 | 同時ネット |
| 静岡県         | テレビ静岡（SUT）         | フジテレビ系列                | 金曜 21:00 - 21:58 | 同時ネット |
| 富山県         | 富山テレビ（BBT）         | フジテレビ系列                | 金曜 21:00 - 21:58 | 同時ネット |
| 石川県         | 石川テレビ（ITC）         | フジテレビ系列                | 金曜 21:00 - 21:58 | 同時ネット |
| 福井県         | 福井テレビ（FTB）         | フジテレビ系列                | 金曜 21:00 - 21:58 | 同時ネット |
| 中京広域圏     | 東海テレビ（THK）         | フジテレビ系列                | 金曜 21:00 - 21:58 | 同時ネット |
| 近畿広域圏     | 関西テレビ（KTV）         | フジテレビ系列                | 金曜 21:00 - 21:58 | 同時ネット |
| 島根県・鳥取県 | さんいん中央テレビ（TSK） | フジテレビ系列                | 金曜 21:00 - 21:58 | 同時ネット |
| 岡山県・香川県 | 岡山放送（OHK）           | フジテレビ系列                | 金曜 21:00 - 21:58 | 同時ネット |
| 広島県         | テレビ新広島（tss）       | フジテレビ系列                | 金曜 21:00 - 21:58 | 同時ネット |
| 愛媛県         | テレビ愛媛（EBC）         | フジテレビ系列                | 金曜 21:00 - 21:58 | 同時ネット |
| 高知県         | 高知さんさんテレビ（KSS） | フジテレビ系列                | 金曜 21:00 - 21:58 | 同時ネット |
| 福岡県         | テレビ西日本（TNC）       | フジテレビ系列                | 金曜 21:00 - 21:58 | 同時ネット |
| 佐賀県         | サガテレビ（STS）         | フジテレビ系列                | 金曜 21:00 - 21:58 | 同時ネット |
| 長崎県         | テレビ長崎（KTN）         | フジテレビ系列                | 金曜 21:00 - 21:58 | 同時ネット |
| 熊本県         | テレビくまもと（TKU）     | フジテレビ系列                | 金曜 21:00 - 21:58 | 同時ネット |
| 大分県         | テレビ大分（TOS）         | 日本テレビ系列 フジテレビ系列 | 金曜 21:00 - 21:58 | 同時ネット |
| 鹿児島県       | 鹿児島テレビ（KTS）       | フジテレビ系列                | 金曜 21:00 - 21:58 | 同時ネット |
| 沖縄県         | 沖縄テレビ（OTV）         | フジテレビ系列                | 金曜 21:00 - 21:58 | 同時ネット |